# シンビーニャ
シンビーニャ（Ximbinha）ことジェベルソン・シャベス・デ ・メロ・フレイタス（Geverson Chaves de Melo Freitas, 1990年7月20日 - ）は、ブラジル・サンパウロ出身のフットサル選手。ポジションはアラ・ピヴォ。

## 経歴
2013年に名古屋オーシャンズに移籍した。

## 所属クラブ
- 2004  A.アトレティカ・ポルトゥゲサ
- 2005  サントス
- 2007-2008  マウウィー・ジャラグア・ドゥ・スル
- 2009  A.デポルティーバ・ウィンプロ
- 2010-2011  コリンチャンス・サンタエカーノ
- 2011-2013  トリマン・ナバーラ
- 2013-2017  名古屋オーシャンズ

## タイトル

### クラブ
- メトロポリターナ州選手権（2010）
- サンタカタリーナ州選手権（2007）

### 代表
- ユニバシアード世界大会（2010）
- U-20南米選手権（2010）